# Juan Pablo Varsky
Juan Pablo Varsky Katz (Buenos Aires, 27 de octubre de 1970) es un periodista argentino. Anteriormente conducía Perspectivas desde Buenos Aires en CNN en Español, de lunes a viernes a las 7 p. m. hora del este de Estados Unidos, hasta el 13 de enero de 2023, cuando decidió retornar a la conducción de programas deportivos.
Además, publica notas para el diario La Nación y conduce por DSports el programa Más que fútbol, junto con su amigo Matías Martin. También comenta los partidos más importantes de las ligas europeas. En radio, está al frente del programa La mañana de CNN, que se emite por CNN Radio, de 10 a 13 de lunes a viernes, donde trata temas de política y actualidad sin limitarse solo a lo deportivo.

## Biografía
Cursó sus estudios secundarios en el Colegio Nacional de Buenos Aires y la carrera de Ciencias Económicas y Ciencias Políticas en la Universidad de Buenos Aires abandonándolos sin egresarse, lo que le llevó a tener que trabajar como empleado de McDonald's entre los diecinueve y veintiún años. Finalmente, comenzaría en el periodismo como asistente de producción en Video Cable Comunicación, empresa que pertenecía a su familia. Su maestro fue el fallecido periodista Carlos Juvenal.

## Carrera
En 1992 debutó en radio como columnista de deportes en Rock & Pop y como colaborador en Supersport, para Telefe. En 1993, pasó al Grupo Clarín para formar parte de la sección deportes de la División Noticias y conductor de TN deportivo. Entre 1996 y 1998, fue columnista de Telenoche, entre 1998 y 2000, estuvo en América TV como comentarista de fútbol. En 1999 vivió su primera experiencia importante en radio: Siga siga, programa deportivo con Miguel Simón y el Ruso Verea, por Radio el Mundo y Radio Nacional, y entre 2003 y 2004 fue periodista de En síntesis, en reemplazo de Santo Biasatti. 
Desde 2001 hasta 2004, formó parte de Basta de todo, con Matías Martin en Metro 95.1. En 2004 relató partidos para Fox Sports (como antes lo había hecho para la desaparecida cadena PSN) y participó del programa Fútbol de primera. Redactaba y ponía el audio de los títulos, comentaba un partido de la fecha y también presentaba un bloque de opinión junto con Enrique Macaya Márquez y Fernando Pacini. 
En 2007 obtuvo el Diploma al Mérito de los Premios Konex como uno de los 5 mejores periodistas de la década en la disciplina Deportiva Audiovisual en la Argentina, otorgado por la Fundación Konex, galardón que volvió a obtener en 2017.
A partir de 2009, su ciclo de interés general No somos nadie pasó de Aspen 102.3 a Rock & Pop, comenzando una hora antes, de 6 a 9, para dar lugar luego al ciclo ¿Cuál es? Anteriormente, condujo Por un puñado de dólares, junto con Jorge Casal en la desaparecida Radio Spika, hoy Radio Uno. En 2012 No somos nadie se muda a la radio Metro 95.1 pasando a ocupar el horario de 6 a 10, y que en estos últimos años termina 1 hora antes.
En mayo de 2011, incursiona de lleno en el periodismo político con el programa JPV. Jungla política en vivo y en directo, programa que se emitió los miércoles a las 23 horas por Canal 26 hasta diciembre de 2011. Debido al bajo índice de audiencia, no se renovó para una nueva temporada.
En octubre de 2012, hizo una pequeña participación, como un gerente de la reconocida marca de comidas rápidas de los ochenta Pumper Nic en la tira Graduados, emitida por Telefé.
En 2017 es conductor de TNT gol, por la señal prémium TNT Sports. En 2018 anunció que a finales de año terminaba el ciclo de No somos nadie, de Radio Metro. 
Juan Pablo pasó en 2019 a formar parte de CNN Radio en AM 950. Ese mismo año, condujo una serie de entrevistas para la campaña «Vivir con cáncer», presentada por Bristol-Myers Squibb junto con la Asociación Argentina de Oncología Clínica, en el marco del Día Mundial contra el Cáncer (cuya conmemoración es el 4 de febrero).
En 2020 volvió a comentar los partidos del fútbol argentino para las transmisiones televisivas de TNT Sports Argentina.
En 2021 volvió a comentar los partidos de la Copa América 2021 para las transmisiones televisivas de DirecTV Sports.
En 2023 se suma a Telefe y Pluto TV para comentar la Copa Libertadores de América, junto con Pablo Giralt, mientras que al año siguiente comenta Copa América 2024 junto al mismo relator por el mismo canal.
En 2025 comenzó a conducir su propio programa, llamado + Data a la tarde, por La Nación + de 13:30 a 15:00.  

### Proyectos digitales
Dirige VarskySports, una de las cuentas deportivas más influyentes de Sudamérica, con más de 2 millones de seguidores en su conjunto, consolidándose como referente del análisis deportivo en redes.
Desde 2023, Juan Pablo Varsky creó y conduce el formato digital Clank!, un programa multimedia dedicado al deporte y la cultura con episodios en YouTube, un podcast en Spotify, publicaciones semanales en Instagram y contenidos en X (Twitter). El programa se denomina “Game”, ofrece conversaciones íntimas con figuras del deporte y la cultura y alienta una experiencia sensorial del deporte.

## Logros y reconocimientos
En 2022 fue invitado como ponente principal en el SBC Summit Latinoamérica en Miami y se desempeñó como codirector de los SBC Awards Latinoamérica, donde fue destacado como uno de los referentes del periodismo deportivo digital en la región. Dirige VarskySports, una de las cuentas deportivas más relevantes de Sudamérica con más de 2 millones de seguidores, y se caracteriza por su enfoque en datos y credibilidad mediática. A lo largo de su carrera ha cubierto grandes eventos internacionales como el Mundial de Fútbol, la UEFA Champions League y los Juegos Olímpicos.

## Vida privada
El 5 de octubre de 2017, se casó con Lala Bruzoni. Es padre de dos varones, Valentín y Benjamín, fruto de una relación anterior, y a mediados de enero de 2021 tuvo su primera hija junto con su esposa. Bruzoni, por su parte, también es madre de Juana, Felipe e Isabel.

## Trayectoria

### Cine
- 2006: Cars: una aventura sobre ruedas, Bob Cutlass (doblaje argentino)